# Olaf Böttger
Olaf Böttger (* 30. April 1956 in Bad Segeberg) ist ein deutscher Politiker (CDU).

## Leben
Böttger absolvierte sein Abitur 1975 in Lütjenburg (Kreis Plön). Anschließend studierte er Betriebswirtschaftslehre an der Universität Hamburg. Er ist Diplom-Kaufmann und arbeitete als Angestellter in einem steuerberatenden Beruf sowie als Abteilungsleiter im Finanz- und Rechnungswesen bei der Axel Springer AG. Nach seiner Zeit bei Axel - Springer und in der Leitung eines Hamburger Pflegeheimes war er einige Jahre im Controlling der Hamburg Port Authority. Heute ist er wieder in der Buchhaltung einer mittleren Aktiengesellschaft beschäftigt. Neben seiner beruflichen Tätigkeit ist er seit vielen Jahren Förderer des Deutschen Guttempler-Ordens. Er ist verheiratet und hat drei Kinder.

## Politik
Bereits als Jugendlicher war Olaf Böttger Mitglied der Jungen Union in Lütjenburg; Böttger ist 1973 der CDU beigetreten. Er war 14 Jahre lang Ortsvorsitzender in Farmsen-Berne und war bereits in der Bezirksversammlung Wandsbek und im Kerngebietsausschuss Wandsbek politisch aktiv.
Er war von 2004 bis 2011 Mitglied der Bürgerschaft der Freien und Hansestadt Hamburg. Bei der Bürgerschaftswahl 2008 konnte er über einen der neu geschaffenen Wahlkreise (Wahlkreis Bramfeld – Farmsen-Berne) erneut ins Parlament einziehen. Für die CDU saß er im Gesundheitsausschuss, Umweltausschuss (bis 2008) sowie im Sozial- und Gleichstellungsausschuss (seit 2008). Innerhalb der CDU-Bürgerschaftsfraktion war er in der 18. Wahlperiode (2004–2008) Fachsprecher für Drogen und Sucht. Diese Fachsprecherfunktion hatte Olaf Böttger auch in der 19. Wahlperiode. Derzeit ist Olaf Böttger wieder direkt gewählter Abgeordneter für den Stadtteil Farmsen / Berne und das nördliche Bramfeld in der Bezirksversammlung in Hamburg-Wandsbek.